# Irena Szewińska Memorial
L'Irena Szewińska Memorial è un incontro annuale di atletica leggera che si tiene allo stadio Zdzislaw Krzyszkowiak di Bydgoszcz, in Polonia, a luglio. Prende il nome da Irena Szewińska.
L'incontro faceva parte dell'inaugurale World Athletics Continental Tour 2020 a livello di bronzo e ha raggiunto il gold standard al tour nel 2021.